# Bénédicte Mauricette
Bénédicte Mauricette est une joueuse française de volley-ball née le 1er juin 1985 à Les Abymes, Guadeloupe. Elle mesure 1,82 m et joue centrale. Elle totalise 15 sélections en équipe de France. Sa sœur jumelle Amandine Mauricette est également une joueuse de volley-ball.

## Clubs
| Club                    | Pays   | De        | À         |
| ----------------------- | ------ | --------- | --------- |
| RC Villebon 91          | France | 2004-2005 | 2004-2005 |
| RC Cannes               | France | 2005-2006 | 2006-2007 |
| Melun-La Rochette       | France | 2007-2008 | 2008-2009 |
| Venelles VB             | France | 2009-2010 | 2009-2010 |
| Volley-Ball Tulle Naves | France | 2010-2011 | 2010-2011 |
| Quimper Volley 29       | France | 2011-2012 | …         |

## Palmarès
- Championnat de France
  - Vainqueur : 2006, 2007

- Coupe de France
  - Vainqueur : 2006, 2007